# Falmouth (Kentucky)
Pour les articles homonymes, voir Falmouth.
La ville de Falmouth est le siège du comté de Pendleton, dans l'État du Kentucky, aux États-Unis. Sa population était de 2 169 habitants en 2010.